# Rumsen

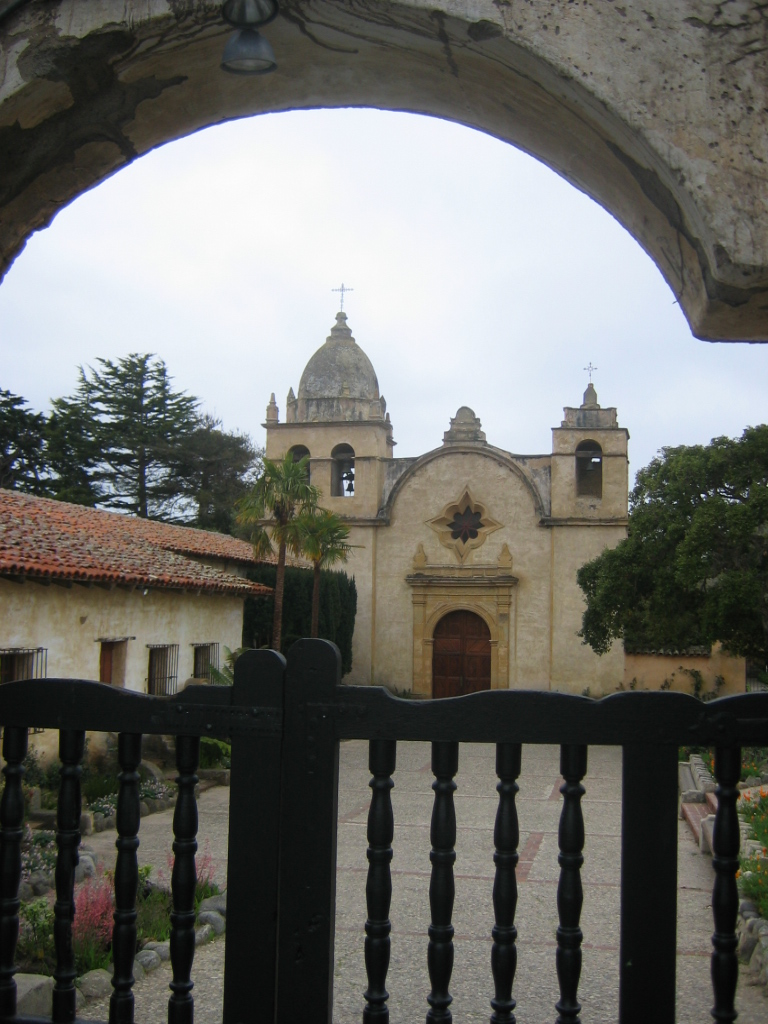
Missió de San Carlos Borromeo de Carmelo, on molts rumsens foren traslladats a viure durant l'Era de les Missions

El rumsen (també conegut com a rumsien, costano San Carlos i Carmeleno) és una de les vuit llengües ohlone, parlada històricament pels rumsens del Nord de Califòrnia. El rumsen era parlat des del riu Pajaro a Point Sur, i en els cursos inferiors del Pajaro, així com als rius Salinas i Carmel, a la regió de les actuals Salinas, Monterey i Carmel.

## Història
És una de les vuit llengües ohlone de la família utiana i fou una de les dues llengües nadiues més importants parlades a la Mission de San Carlos Borromeo de Carmelo fundada en 1770, l'altra era l'esselen.
L'última parlant fluid de rumsen fou Isabel Meadows, qui va morir en 1939. El lingüista del Bureau of American Ethnology John Peabody Harrington va realitzar un molt extens treball de camp amb Meadows en els últims anys de la seva vida. Aquestes notes, majoritàriament inèdites, ara constitueixen la base per a la investigació i els esforços de revitalització lingüístiques actuals sobre el rumsen. La tribu Costano Rumsen Carmel ha estat en procés de restablir la seva llengua. Han fet esforços per ensenyar rumsen als membres de la tribu i treballen per completar un English - Rumsen Dictionary revisat.

## Tribus de parla rumsen
Els dialectes del rumsen eren parlats per quatre tribus locals independents, inclosos els rumsen mateixos, els Ensen del veïnatge de Salinas, els Calendaruc de les platges central de la badia de Monterey, i els Sargentaruc de la costa Big Sur. El territori del grup de llengua limitava amb la badia de Monterey i l'oceà Pacífic a l'oest, els awaswas Ohlone al nord, el mutsun Ohlone a l'est, el chalon al sud-est, l'esselen al sud.